# Sextans
Sextans (Sex), o Sextante, é uma constelação do equador celeste. O genitivo, usado para formar nomes de estrelas, é Sextantis.
As constelações vizinhas são Leo, Hydra e Crater.